# Notogomphus lecythus
Notogomphus lecythus är en trollsländeart som beskrevs av Campion 1923. Notogomphus lecythus ingår i släktet Notogomphus och familjen flodtrollsländor. IUCN kategoriserar arten globalt som livskraftig. Inga underarter finns listade i Catalogue of Life.